# Amphiprion polymnus
Amphiprion polymnus  (лат.) — вид рыб из семейства помацентровых (Pomacentridae). Достигают в длину 12 см. Отличается от близких видов широким белым пятном позади спинного плавника. Обитатели коралловых рифов Южно-Китайского моря и прибрежных водах Индонезии, Филиппин, Тайваня, Рюкю, Новой Гвинеи, Соломоновых островов и австралийской Северной территории. Вступают в симбиоз с актиниями Heteractis crispa и Stichodactyla haddoni. Для особей, живущих в симбиозе с актинией Heteractis crispa, характерен меланизм — белыми остаются лишь полосы и рисунок хвостового плавника.